# Filtro de densidade neutra

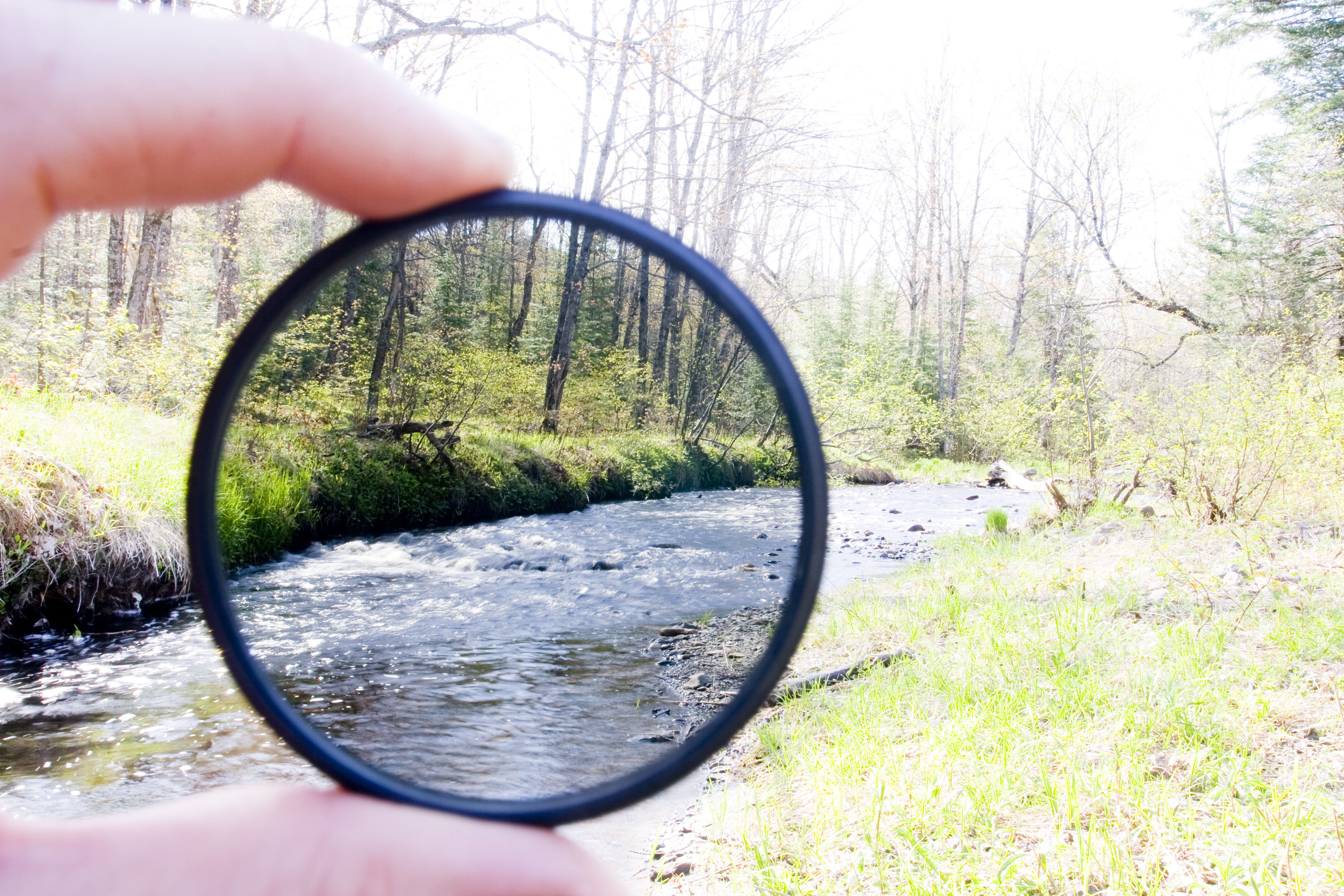
Demonstração do efeito de um filtro de densidade neutra.

O filtro de densidade neutra é um filtro fotográfico que reduz luz de todos os comprimentos de onda (ou seja, cores) por igual. Seu uso principal é aumentar a flexibilidade do fotógrafo em realizar mudanças na abertura e/ou no tempo de exposição.